# 제2회 금마장
제2회 금마장의 시상식에 관한 내용이다.

## 수상 및 후보

### 작품상
- 양산백과 축영태 - 이한상 수상

### 감독상
- 양산백과 축영태 - 이한상 수상

### 남우주연상
- 당청 수상

### 여우주연상
- 양산백과 축영태 - Betty Loh Tih 수상

### 남우조연상
- 마기 수상

### 여우조연상
- 두견 수상

### 심사위원특별상
- 양산백과 축영태 - 링보 수상